# Acleris phalera
Acleris phalera (лат.) — вид бабочек из семейства листовёрток. Распространён в Читинской и Амурской областях, Хабаровском и Приморском краях и на южных Курильских островах (Кунашир). Обитают на опушках различных лесов, лесных полянах, просеках и обочинах дорог. Гусеницы встречаются с июня по июль в сплетённых комком листьях или в листовых пакетиках на землянике, в частности на дикорастущей Fragaria iinumae. Бабочек можно наблюдать в августе. Размах крыльев 11—13 мм.